# 尾道文治
尾道文治（おのみち ぶんじ）の名で知られる桂文治（かつら ぶんじ、? - 1905年〈明治38年〉7月3日）は、日本の落語家。
「桂文治」とは落語界で受け継がれる名跡である。この文治は「桂文治」と断りなく名乗っていたため、時に偽文治と呼ばれることもある。その生涯は謎に包まれており、師弟関係は不明である。この文治は主に旅廻りを専門としており、旅文治とも呼ばれていた。やがて尾道へ移り住んだ文治は、尾道文治として市民に慕われるようになり、千光寺には市民の手による石碑も建立された。しかし、没後は、次第に人々の記憶からその存在が薄れていった。だが、同じ桂派の4代目桂文我による調査をきっかけに、再び注目を集めるようになる。2018年からは、文治の命月に合わせて「文治忌」と称する顕彰行事が催され、墓所法要とともに落語や怪談が上演されている。

## 生涯

### 江戸にて
尾道文治は、江戸の人物であったとされる。記録によれば、一度だけ5代目桂文治の楽屋を訪ね、その際に祝儀を贈られたと伝えられている。

### 尾道へ渡り
5代目との会談を経て、文治は旅回り専門の芸人となり、尾道を拠点に活動を始めた。自ら一座を率い、その座員には桂派の桂三之助、桂文一、桂とぼけなどが名を連ねた。一座は怪談噺や音曲、座り踊りなど多彩な演目を披露していたという。
ここからは文治の住まいについて述べる。1895（明治28）年以前、文治は地元の小学校教員と神宮の支えを受けて、丹花小路（現在の久保町1丁目）に移り住んだ。当時は占いを生業としていた。資産家の田坂卯三郎と親しくなり、田坂家の倉庫の隣に家を与えられ、そこで暮らすようになったほか、生活費の援助も田坂家から受けていた。また、親交の深かった村上純祥（村上医院長）は、高齢になった文治を気遣い、村上家の女中を世話役として文治の元へ遣わせた。こうした厚意に報いるため、舞台への出演は断って、田坂家・村上家の客席で座り踊りや雑芸を披露し、両家へ感謝の意を示した。

#### 記念碑の建立
- 名称　 : 桂翁文治之碑[8]
- 建碑年 : 1899（明治32）年3月[8]
- 建碑者 : 田坂卯三郎、村上純祥、荒谷武八[8]
- 揮毫者 : 巖谷一六[12]
- 所在地 :722-0033 広島県尾道市東土堂町14-10 千光寺門前[6]（北緯34度24分37秒 東経133度11分55秒 / 北緯34.410241度 東経133.198669度）

1899（明治32）年3月には、千光寺門前に石碑が建立された。碑は緑泥千枚岩製で、高さは約2メートル。正面に「桂翁文治之碑」と書かれている。建立には田坂卯三郎、村上純祥、荒谷武八が携わった。市民の手によって建てられた碑は、当時、文治が市民から支援を受けていたことや、尾道の文化振興に寄与した人物であったことを後世に伝える史料となっている。碑文は巖谷一六の揮毫によるもので、4代目桂文我はこれほどの規模の碑を建立された落語家は少ないのではないかと述べ、感嘆の思いを語った。

### 死去
1905（明治38）年7月3日、文治93歳でその生涯を閉じる。享年については、信行寺の過去帳に92年5ケ月という記録もある。葬儀は田坂家が執り行い、同家が墓を信行寺に建立した。墓所は現在の国道2号線上にあったが、戦後、国道建設に併せて墓所が移動された。文治の墓は無縁墓を集めた墓所に整理された。その後、初代桂文治歿後二百年の節目に合わせて、再び改葬された。現在は、信行寺に延びる石段を数段上がった左手に眠っている（北緯34度24分31秒 東経133度12分02秒 / 北緯34.408627度 東経133.200495度）。墓に書かれた文字を見ると、正面には「弁誉秀音信士」、右側面に「丹頂文治芸姓桂　享年93歳」と刻まれている。この「丹頂文治芸姓桂」という表現については、花柳は尾道文治が正統な桂文治の後継者ではないことを、周囲や本人自身も承知していたことの表れではないかと見た。
文治の眠る信行寺には、文治の恩人である田坂家や、田坂卯三郎が番頭を務めた江戸時代から続く問屋業者・亀山家の墓もある。こうした歴史的な存在が後年、信行寺の住職に影響を与えることとなった。

## 没後
明治の頃から文治に注目した人物がいる。それは歌人の吉井勇、作家で落語・寄席研究家の正岡容、俳人でジャーナリストの中村楽天である。文治に高い関心を示していた吉井は、尾道を訪問する度に、村上純祥の子へインタビューを行った。吉井は、尾道文治を六代目桂文治と推定していた。一方、正岡は三遊亭円馬へのインタビューから証言を得て、文治は旅回り専門の芸人であり、桂文治とは別系統の人物であることが判明した。
先の調査も虚しく、時の流れとともに、文治の存在は人々の記憶から薄れていった。しかし、4代目桂文我の調査を契機として、文治が再注目され始める。2016年（平成28年）9月に桂文我が現地調査のために、信行寺や千光寺を訪問する。これを契機に、翌2017年（平成29年）8月には「尾道信行寺寄席実行委員会」が発足し、同年9月21日には、尾道学研究会の第48回例会にて「尾道文治ー隠れ寺に眠る謎の落語家ー」と題した講演会が行われた。そして、同年11月には「尾道信行寺落語会」が開催されるに至った。落語会では、桂派の桂宗助、桂文我、11代目桂文治の3名が登壇し、文治が得意とした怪談落語をそれぞれ披露した。参加者は100名以上を数え、桂文我は来年も開催したいと意欲をみせた。

### 文治忌
2018年から毎年、文治の忌月である7月に併せて「文治忌」が開催されている。この行事では、まず文治の墓前において住職が法要を行い、焼香を捧げて文治を偲ぶ。そして、落語や文治が十八番とした怪談の世界に親しめる催しが続く。
文治忌の開催を支える中心人物のひとりに、信行寺の住職がいる。住職は2014年に兼任住職として赴任した。着任当初、信行寺の存在が地元市民の間であまり知られていないことに危機感を抱き、寺の歴史を調べ始めた。調査を進める中で、境内には地元の豪商・亀山家や尾道文治の墓があること、寺へと続く長い石段など、多くの歴史的価値を持つ遺構が残されていることに気が付いたという。それ以来、住職は尾道文治の顕彰にも力を注ぎ、文治忌の開催などを通じて、信行寺の歴史的魅力の発信に努めている。
ここからは、文治忌の概要を述べていく。初回となる2018年は、尾道信行寺落語会実行委員会と尾道市立大学光原研究室の主催で開催された。本会では、落語や怪談、トークショーが行われた。落語では尾道市の古書店「弐拾dB」の店主が、素人落語『青菜』を披露。怪談では、山陽日日新聞社の記者による創作怪談が語られた。さらに、怪談作家の三輪チサによる実話怪談の口演、そして同大学教授で作家の光原百合のトークショーへと続き、多彩なプログラムが展開された。
第2回の2019年は、文治が得意とした怪談に焦点を当てて、「文治の怪」と題した。怪談作家の青山藍明、貝田和、若本衣織の3人が登壇し、それぞれ怪談を語った。青山は声の抑揚や語り口で恐怖を演出した。貝田や若本は自身や周囲の体験を基にした実話怪談を語りつつ、不可解な影が映る写真などを用いて視覚的に観客を怖がらせた。三者三様の語りに若い観客の中には思わず身をすくめる姿も見られた。その後、文治忌実行委員の光原百合が司会を務め、3人によるトークセッションが実施された。
2020年は、新型コロナウイルスの影響を受け、ライブ配信の形での開催となった。この年には、2018年の文治忌にも参加した古書店主こと、芸姓・只呑亭じょ之口（たただのみてい じょのくち）が、素人落語として『火焔太鼓』を演じた。翌2021年は開催中止を余儀なくされたが、2022年から対面での開催が再開され、約30名が参加した。同年は3つの演目が披露され、まず尾道市立大学演劇部「劇団あばら屋」による「尾道てのひら怪談」の朗読が行われた。次に信行寺住職による怪談紙芝居『丹花の飴買い幽霊』、そして只呑亭じょ之口が素人落語『目薬』を演じた。
2023年は、怪談をテーマに掲げ、怪談師・熊田クラシックが登壇。ユーモアを交えた語りから、ゾクリとするような本格怪談まで、幅広い演目で聴衆を魅了した。加えて、前年に引き続き同大学演劇部も参加し、朗読劇を披露した。加えて、尾道を舞台とした同大学文学部の創作怪談劇も上演され、多彩なプログラムが展開された。この演劇部の継続的な参加に対し、信行寺の住職は、文治忌が学生たちの実践的な学びの場となることに期待を語った。また、こうした文化活動を通じて、信行寺が尾道への貢献を果たしていければと述べている。

## 人物・評価

### 人物像
再び注目を集めつつある文治だが、その人物像や生涯の全貌は、いまだ深い謎に覆われたままである。
巧みな話芸と深い教養をあわせ持ち、多彩な芸を披露した文治は、なかでも怪談噺「お岩」を得意とした。背が高く、どこか笑いを誘うような面長の顔立ちだったと伝えられており、その姿を描いた絵は浄土寺に残されているという。また、顔写真も発見されている。
人柄面でも文治は高く評価されていた。田坂家・村上家から受けた厚意に報いるべく、寄席にはあえて立たず、両家の客席で座り踊りや雑芸を披露し、感謝の意を示したという。

### 「偽」文治
文治は「桂文治」という名跡を用いて活動していたため、「偽文治」と呼ばれることもあった。ただし、このように名跡を無断で名乗って地方を巡業する芸人の存在は、尾道文治に限った話ではなく、昔から広く見られた現象である。実際、明治以前の文政2年（1819年）には、尾道市内の宿に「桂文治」と名乗る人物が再三宿泊していた記録が残っている。この人物は摂津国大阪新町の出身で、噺家あるいは座敷咄師として各地を旅しながら、芸を披露して回った。
そのような中で、尾道文治は単なる「偽」の存在とは異なり、地元の人々に受け入れられ、好意的に迎えられていた。こうした事情をふまえ、4代目桂文我は「偽文治」という呼称は過度であり、使用を慎むべきだと述べている。
また、花柳によれば、かつて地方を巡業していた落語家や歌舞伎役者の中には、本家に劣らぬ実力者も多く存在した。そうした背景から、尾道文治も本家を凌ぐ芸を持っていたのではないかと花柳は推測している。桂文我もまた、当時の広島県周辺の人々にとって「桂文治」といえば尾道文治を指していたのではないかと考察している。